# Zapalenie wyrostka sutkowatego
Zapalenie wyrostka sutkowatego jest procesem zapalnym obejmującym komórki powietrzne wyrostka sutkowatego z cechami zapalenia kości lub szpiku kości obejmującej wyrostek. Jest to powikłanie ostrego lub przewlekłego zapalenia ucha środkowego.

## Etiopatogeneza
Skomplikowany system pneumatyczny kości skroniowej sprzyja szerzeniu się procesu zapalnego przez ciągłość. W przypadku ostrego zapalenia ucha środkowego zwykle występuje odczyn zapalny nabłonka komórek wyrostka, który ustępuje przy odpowiednim leczeniu zapalenia ucha. Czasami zapalenie komórek wyrostka rozwija się dalej powodując:
- zaleganie treści ropnej w komórkach wyrostka
- tworzenie ziarniny zapalnej
- odwapnienie i osteolizę kostnych beleczek wyrostka.

W przewlekłym zapaleniu ucha odczyn ze strony wyrostka ma charakter zapalenia kości (osteitis) lub kości i szpiku (osteomyelitis), gdyż sam wyrostek jest zwykle "grubszy"- sklerotyczny. W kości tworzącej wyrostek sutkowaty występuje wtedy nierzadko martwa i zakażona tkanka kostna o słabym unaczynieniu. Ten stan sprzyja szerzeniu się zapalenia w kierunku przyśrodkowym, co może być przyczyną usznopochodnych powikłań wewnątrzczaszkowych.
Czynniki sprzyjające wystąpieniu zapalenia wyrostka sutkowatego w ostrym zapaleniu ucha środkowego:
- upośledzony odpływ (drenaż wydzieliny zapalnej z wyrostka do jamy bębenkowej przez wąskie wejście do jamy sutkowej (aditus ad antrum))
- nieprawidłowa antybiotykoterapia (zbyt małe dawki, niewłaściwy antybiotyk)
- obniżona odporność

## Mikrobiologia
W przypadku gdy zapalenie wyrostka sutkowatego występuje jako powikłanie ostrego zapalenia ucha środkowego bakteriami wywołującymi patogenami są bakterie tlenowe:
- Paciorkowiec ropotwórczy (Streptococcus pyogenes)
- Paciorkowiec zapalenia płuc (Streptococcus pneumoniae)
- Gronkowiec złocisty (Staphylococcus aureus)

a także bakterie beztlenowe:
- Bacteroides.

Gdy zapalenie wyrostka sutkowatego towarzyszy przewlekłemu zapaleniu ucha środkowego wywołują je zwykle Gram dodatnie i Gram ujemne bakterie tlenowe:
- Proteus spp.
- Pałeczka ropy błękitnej (Pseudomonas aeruginosa).

## Objawy kliniczne
Objawy pojawiają się zwykle w trakcie ostrego zapalenia ucha środkowego lub 2–3 tygodnie po jego leczeniu bądź w trakcie zaostrzenia przewlekłego zapalenia ucha środkowego i obejmują:
- ból ucha i okolicy zausznej
- ropny wyciek z ucha
- pogorszenie słuchu
- objawy ogólne (gorączka, stan ogólnego rozbicia).

## Badanie ORL
- obrzęk i zaczerwienienie okolicy zausznej – naciek zapalny skóry (w pierwszym okresie choroby może nie występować)
- w badaniu otoskopowym opadnięcie tylno-górnej ściany przewodu słuchowego zewnętrznego, zaczerwienienie błony bębenkowej, czasami widoczna jej perforacja z wypływaniem treści ropnej przy wytworzonym ropniu podokostnowym wyrostka:
- odstawanie małżowiny usznej
- objaw chełbotania

Obecnie, w dobie antybiotykoterapii wyżej opisane objawy z utworzeniem ropnia podokostnowego występują rzadko. Zwykle objawy zapalenia wyrostka sutkowatego są bardziej skryte: pobolewanie ucha  promieniujące ku tyłowi do potylicy, pogrubienie i obrzęk, często bez zaczerwienienia błony bębenkowej. Niekiedy może występować zaróżowienie błony lub przekrwienie (rozszerzenie) naczyń w okolicy rękojeści młoteczka (nastrzyk młoteczkowy).

## Przebieg kliniczny

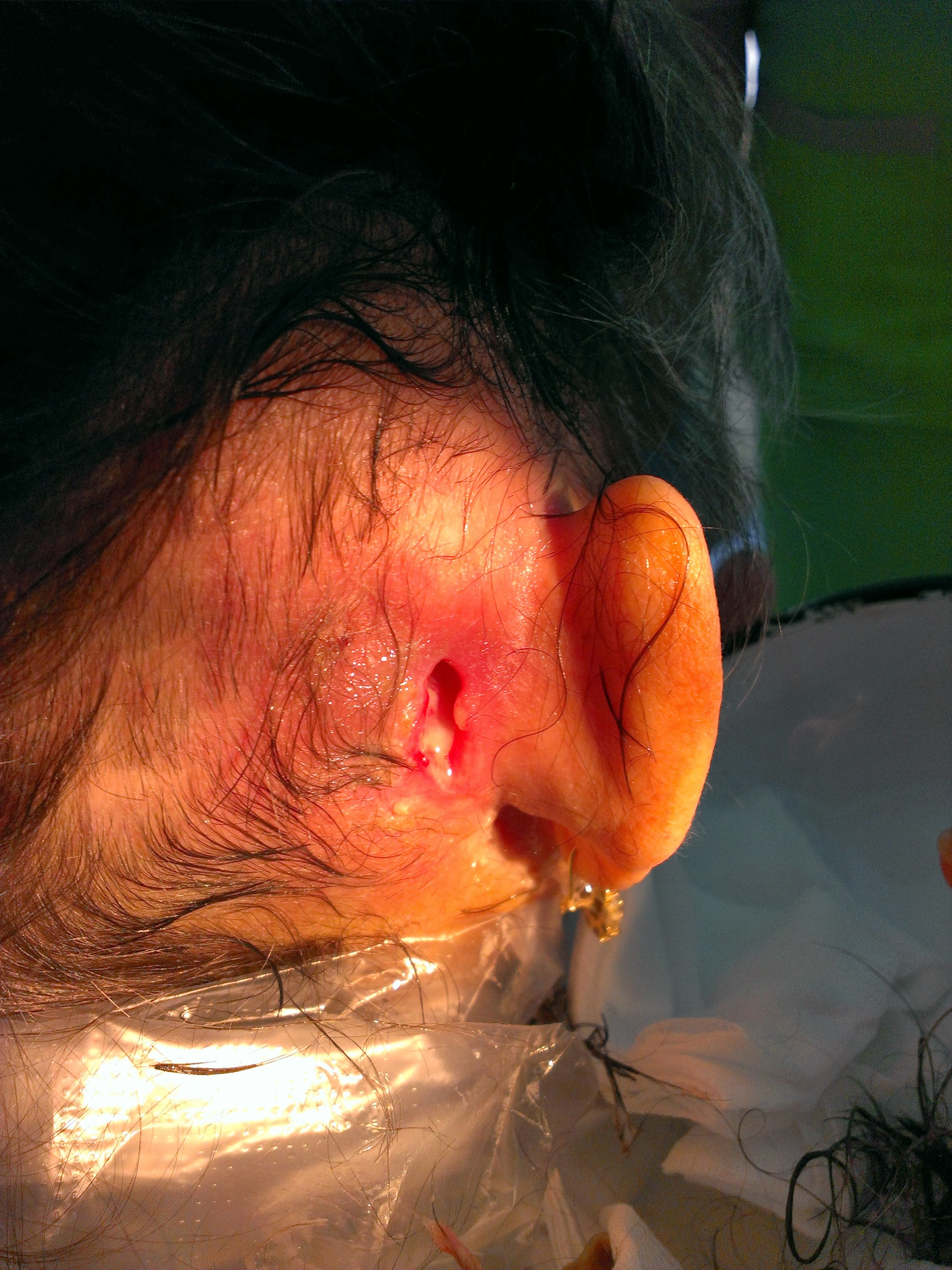
Zapalenia wyrostka sutkowatego z przetoką

Zapalenie kości i ropniak wewnątrz wyrostka mogą powodować tworzenie się ropnia podokostnowego na zewnętrznej powierzchni kości wyrostka. Wytworzenie takiego ropnia powoduje objaw odstawania małżowiny usznej.
Wytworzony ropniak podokostnowy na wyrostku sutkowatym może szerzyć się w różnych kierunkach i powodować rozszerzanie się procesu zapalnego:
- na zewnątrz tworząc przetokę
- do komórek powietrznych łuku jarzmowego, w kierunku przednio-górnym (zygomatitis)
- do tkanek głębokich szyi, ku dołowi przez szczyt wyrostka, wzdłuż górnego przyczepu mięśnia mostkowo-obojczykowo-sutkowego – ropień Bezolda
- do komórek powietrznych piramidy kości skroniowej, w kierunku przyśrodkowym (petrositis), tworząc niezmiernie rzadko ropień szczytu piramidy
- do przewodu słuchowego zewnętrznego, w kierunku przednim, tworząc z nim przetokę
- do środkowego lub tylnego dołu czaszki powodując powstanie ropnia zewnątrzoponowego, ropnia międzyblaszkowego, ropniaka podoponowego lub ropnego zapalenia opon mózgowych, a także ropnia płata skroniowego lub ropnia móżdżku
- na okolicę okołozatokową powodując zakrzepowe zapalenie zatoki esowatej.

Rozwój tych powikłań w znacznej mierze spowodowany jest stopniem upowietrznienia (pneumatyzacji) kości skroniowej – im jest ono większe, tym częściej dochodzi do rozszerzania się procesu zapalnego na sąsiednie tkanki. U małych dzieci ze słabą pneumatyzacją najczęstszym powikłaniem jest ropień zamałżowinowy.

## Diagnostyka
Badaniem potwierdzającym zapalenie wyrostka sutkowatego jest TK kości skroniowych. Obecnie wykonuje się badanie o wysokiej rozdzielczości TK HR kości skroniowych. Innym pomocnym badaniem jest wykonanie badania rentgenowskiego kości skroniowych w projekcji Schüllera. 

## Leczenie
Zapalenie wyrostka sutkowatego z destrukcją kości i wytworzonym ropniem podokostnowym jest bezwzględnym wskazaniem do leczenia operacyjnego. W takich przypadkach wykonuje się antromastoidektomię.
Ponadto antybiotykoterapia obejmująca antybiotyki beta-laktamowe lub makrolidy z metronidazolem przez 14 dni lub dłużej.

## Rokowanie
Pomyślne w przypadku prawidłowego leczenia i przestrzegania wskazań do antromastoidektomii. W przypadku niepodjęcia leczenia operacyjnego (gdy jest ono wskazane) istnieje zagrożenie powikłań wewnątrzczaszkowych.

## Piśmiennictwo
- Otolaryngologia praktyczna - podręcznik dla studentów i lekarzy. red. G. Janczewski. Gdańsk 2005.ISBN 83-89861-31-3

## Klasyfikacja ICD10
| kod ICD10     | nazwa choroby                                        |
| ------------- | ---------------------------------------------------- |
| ICD-10: H70.0 | Ostre zapalenie wyrostka sutkowatego                 |
| ICD-10: H70.1 | Przewlekłe zapalenie wyrostka sutkowatego            |
| ICD-10: H70.8 | Inne zapalenie wyrostka sutkowatego i stany zbliżone |
| ICD-10: H70.9 | Nieokreślone zapalenie wyrostka sutkowatego          |

Przeczytaj ostrzeżenie dotyczące informacji medycznych i pokrewnych zamieszczonych w Wikipedii.